# 周冠宇
周冠宇（1999年5月30日—）是一名中国賽車手，2025年起担任一级方程式的法拉利车队储备车手，他在2022到2024年效力於一级方程式的索伯车队，也是迄今为止唯一一位曾参加一级方程式比赛的中国车手，也是首位一级方程式初登場就獲得積分的華人車手。
周冠宇曾在2015年為普瑞馬車隊出戰義大利四級方程式錦標賽及全德汽車俱樂部四級方程式，隨後於2016及2017年分別為赛车公园车队及普瑞馬车队出賽國際汽車聯盟歐洲三級方程式錦標賽。，而2019年-2021年他则为UNI-名家车队出赛二级方程式，并于2021年二级方程式锦标赛上取得年度季军。
他曾在2014至2018年期間擔任法拉利車手學院培訓車手，直至2019年加入雷諾運動學院，並擔任DS钛麒电动方程式车队發展車手。在2020赛季及2021赛季，他则擔任雷诺F1车队及其继任车队阿爾派車隊的试车手。

## 早年经历
1999年出生的周冠宇从8岁就开始接触卡丁车，並成為上海曲阳卡丁车俱乐部的會員。10岁时赢得全国锦标赛八个分站的全部冠军，2010年周冠宇前往英国，一边训练一边上学。2012年，开始了在欧洲的卡丁车生涯，并在3年里，相继获得全美洲锦标赛、全英锦标赛以及欧洲锦标赛14-17岁组别年度总冠军，在世界总决赛中名列季军。
在2015年的意大利F4方程式争夺中，周冠宇效力于普瑞馬車隊，并在赛季第二站意大利蒙扎站上取得三连胜，同时多次登上领奖台，最终夺得年度亚军。同年，周冠宇在全德汽車俱樂部四級方程式的部分分站中出战，并在奥地利和比利时的比赛上登上领奖台。赛车公园车队老板Timo Rumpfkeil注意到周冠宇的天赋。

## 三级方程式生涯
2016年，周冠宇加入赛车公园车队参加国际汽联三級方程式欧洲锦标赛，是当时第三年轻的车手，并在法国保罗·里卡德赛道和匈牙利赛道的赛季前两场比赛中登上两次领奖台，同时在赛季后半段努力寻找节奏，最终在他的F3处子赛季中排名第13位。
2017年，周冠宇转投普瑞馬車隊完成自己的第二个F3赛季，并以全赛季5次登上领奖台的成绩取得年度第8，相较上一年有所进步。他在比利时斯帕赛道举行的第3回合比赛中一度领先，并在倒数第二轮中成功防守兰多·诺里斯，最终获得亚军。

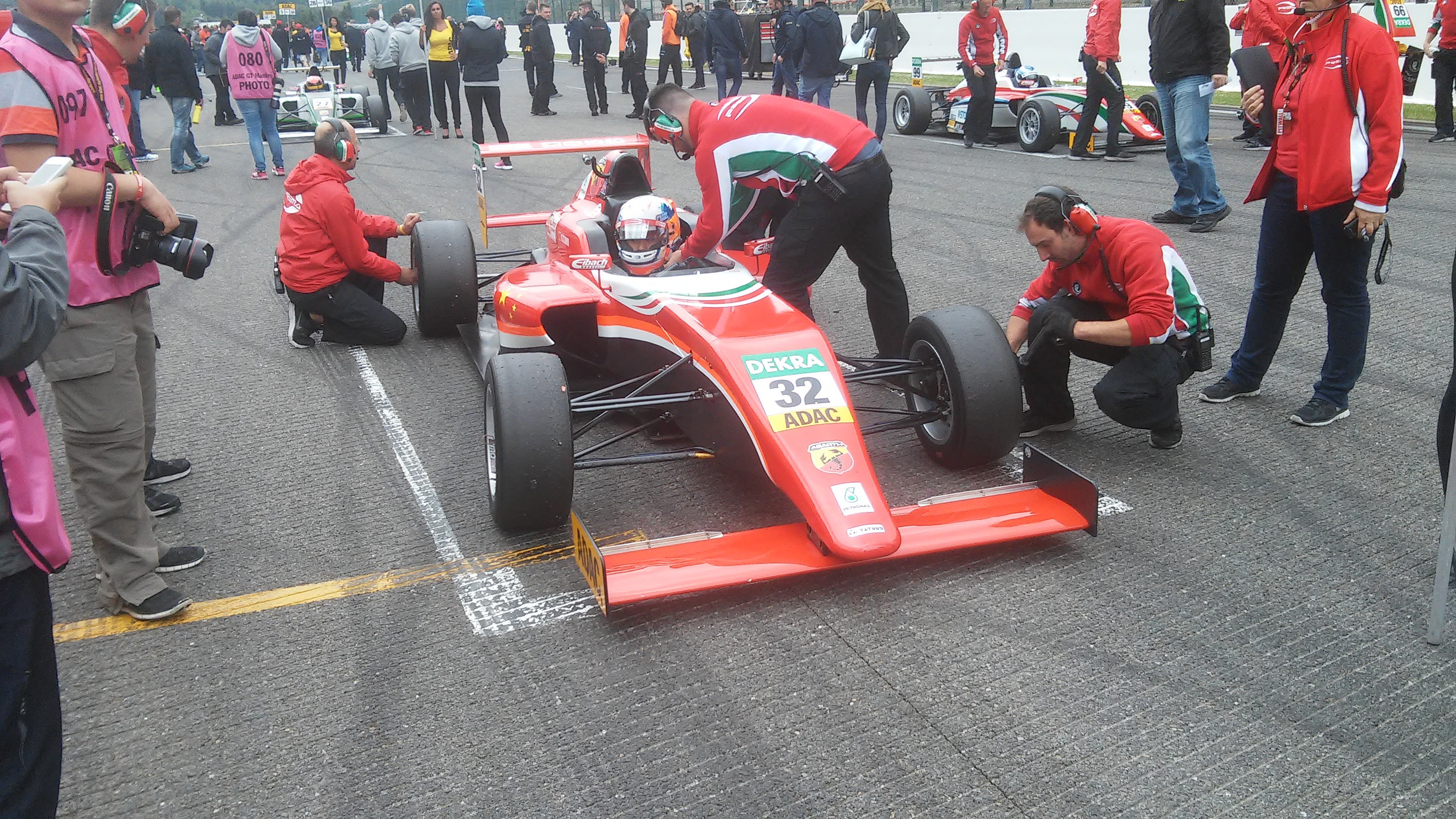
2015年在全德汽車俱樂部四级方程式斯帕站上等待发车的周冠宇

2018年，周冠宇继续与普瑞马车队征战F3赛事，同时在揭幕战波城大奖赛上取得生涯首胜，且在匈牙利亨格罗林和荷兰赞德沃特的比赛中取得4个领奖台，仅以1分劣势落后队友马库斯·阿姆斯特朗。尽管在斯帕和银石的排位赛上周冠宇节奏强劲，但他却因一系列队友之间的碰撞和轮胎爆胎而连续遭遇4次退赛。最终，周冠宇在德国霍芬海姆取得F3生涯第二场胜利，以203分排名年终排名第8位，取得3个杆位及2次胜利。

## 二级方程式生涯

### 2019年

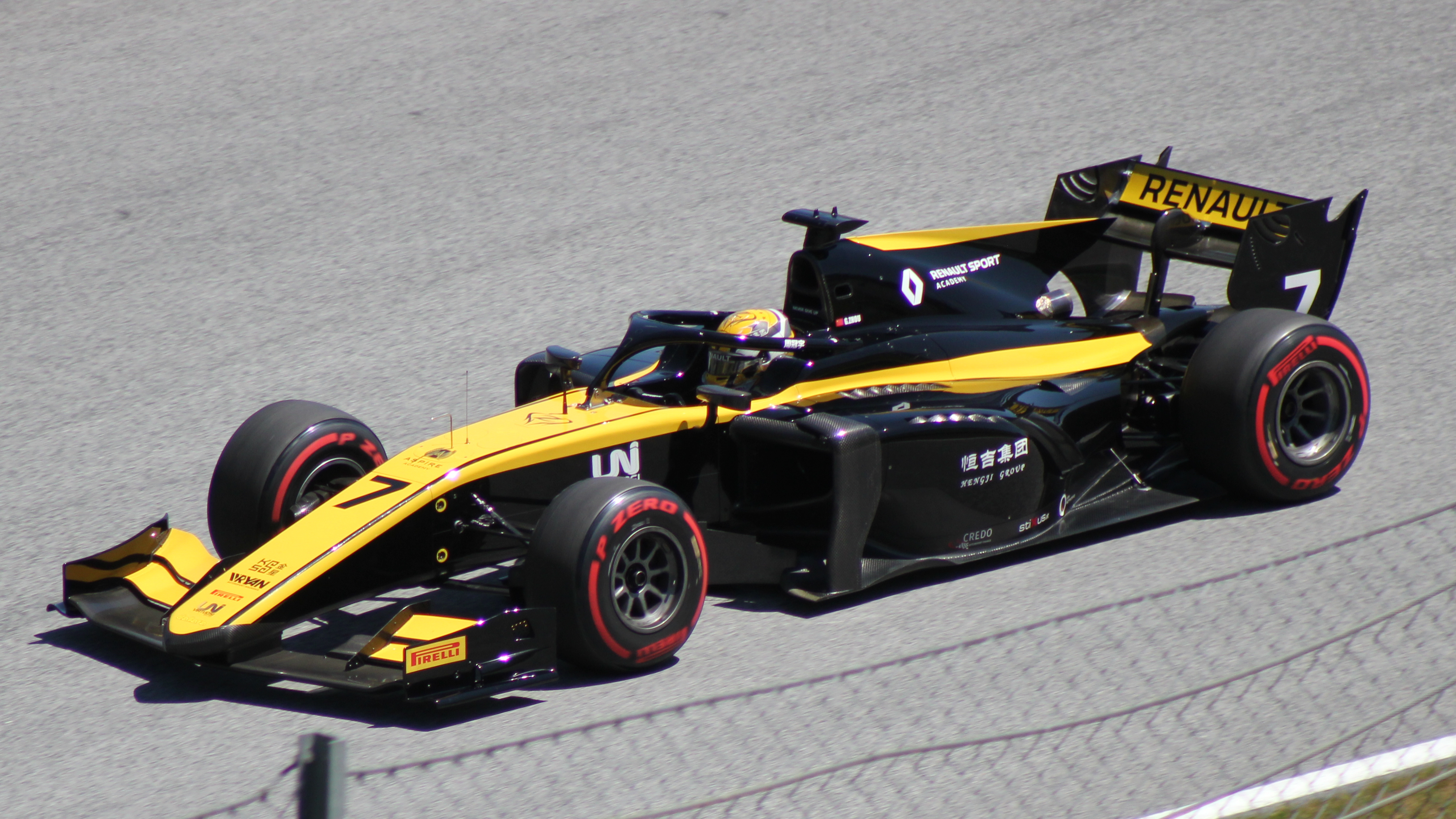
2019年F2奥地利站上驾驶UNI-名家车队赛车的周冠宇，赛车上出现雷诺车手学院的标志

2018年12月，周冠宇加入UNI-名家车队，并与卢卡·吉奥托搭档征战2019年二级方程式锦标赛。他在巴塞罗那站的正赛上凭借排位赛的强势表现首次登上领奖台，同时在比赛大部分时间中处于领先地位，但由于轮胎退化而跌至第三位。随后，他在摩纳哥站冲刺赛中超越了阿尔乔姆·马尔克洛夫，再次获得第三名。而在法国站的冲刺赛中，周冠宇再度取得第三名。在英国站排位赛，周冠宇取得了第一个二级方程式杆位，成为第一位取得二级方程式赛事杆位的中国车手。但在正赛中，他先后输给了他的队友兼分站冠军卢卡·吉奥托和第二名车手尼古拉斯·拉提菲，屈居第三位。在阿布扎比站正赛中，周冠宇又一次获得第三名，并取得最快圈速。
最终，周冠宇在他的第一个F2赛季取得年度第7，也取得象征年度最佳新秀的“安托万·于贝尔奖”，成为该奖项的首位得主。

### 2020年
周冠宇继续为UNI-名家车队征战2020赛季的F2比赛，该年度他与法拉利车手学院成员卡勒姆·艾洛特搭档。在奥地利红牛环赛道的比赛中，周冠宇取得F2生涯第二个杆位，却在正赛领跑过程中遭遇电子系统故障，最终只能以第17位完赛。
而在2020年9月27日進行的F2俄羅斯站第二回合衝刺賽中，由于韩世龙及卢卡·吉奥托在第5圈發生事故引發紅旗，賽會宣布比賽不會重啟，中国車手周冠宇奪得其職業生涯首個F2分站賽冠軍，成為F2赛事史上首位奪冠的中国车手。该赛季周冠宇共登上6次领奖台，年终排名第6位，相比处子赛季提升了1个位次。

### 2021年

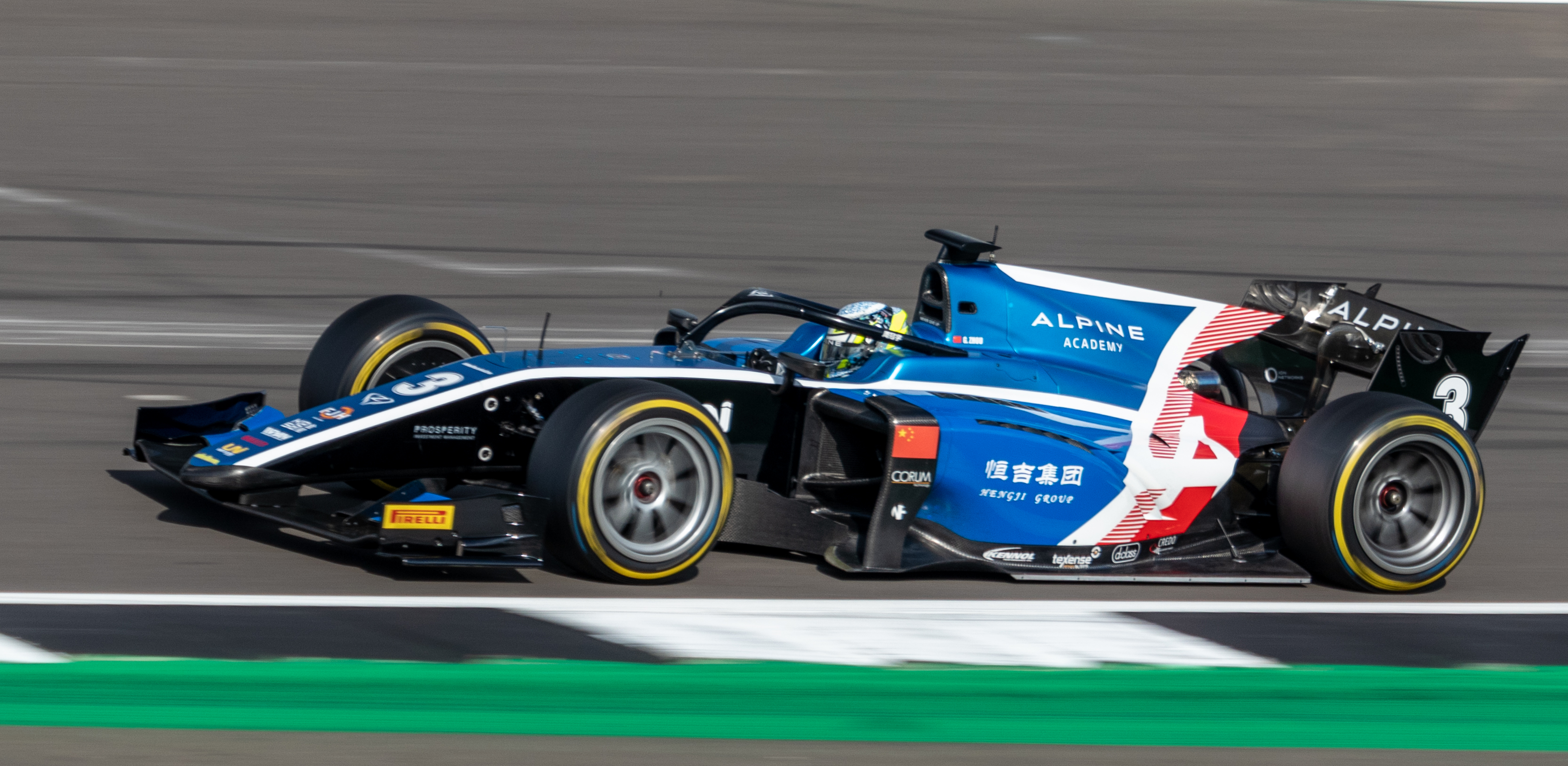
2021年F2英国站上的周冠宇

2021年春季，周冠宇代表普瑞馬車隊参加2021年國際汽聯亞洲F3錦標賽。經過5場15回合激戰後，周冠宇取得4场比赛胜利、5个杆位及5个最快圈速，以257分摘下年度總冠軍。
同年的F2赛事中，周冠宇继续留在名家车队，与费利佩·德鲁戈维奇搭档。2021年3月28日，周冠宇奪得F2巴林站正赛冠军，此前一天他获得了巴林站正赛的杆位，这是周冠宇首次在F2正赛中获胜。5月21日，周冠宇又獲得F2摩纳哥站第一回合冲刺赛冠军，并凭借胜利巩固了积分榜首位的位置。但在巴库站第一回合冲刺赛登上领奖台后，周冠宇连续4场比赛未有得分，其中在阿塞拜疆的第二场冲刺赛上，周冠宇发生刹车故障并与丹·提克图姆发生碰撞，而在英国站第一回合冲刺赛上又再次遭遇赛车打转，其积分榜首的位置也被同为阿爾派學院成员的车手奥斯卡·皮亚斯特里超越。但2021年7月18日，周冠宇在英国站正赛上再次夺冠。而在意大利站的比赛中，周冠宇又两度登上领奖台，保持着对皮亚斯特里的追赶势头。不幸的是，周冠宇在俄罗斯索契站的第一场冲刺赛上发生打转，随后赛车熄火，未能完赛，而正赛又仅以第6位完赛，以落后皮亚斯特里36分的劣势进入中东的最后两场比赛。
而在沙特阿拉伯站上，周冠宇继续表现不佳：先是在第一回合冲刺赛上发生打转，仅取得第17名，又在第二回合冲刺赛上从队尾发车后仅以第8位完赛。虽然周冠宇在发生多起事故后提前结束的正赛上取得第4名，但他在沙特站赛后的积分榜上却被法拉利青训车手罗伯特·施瓦茨曼超越，滑落至第3名。
赛季收官战阿布扎比站上，周冠宇在第一回合冲刺赛上取得第8名，而他在第二回合冲刺赛上取得赛季第4场胜利，同时在正赛上取得第2名，最终以183分取得年度季军，结束自己的第三个也是最后一个F2赛季。

## 一级方程式生涯

### 2021年前
2014年，周冠宇加盟法拉利车手学院，随后正式开始方程式生涯，直至2018年末离开法拉利青训体系。2019年，周冠宇加盟雷诺车手学院，成为雷诺车队发展车手，并在2019年中国大奖赛周末驾驶路特斯E20赛车在上海新天地完成路演，这是周冠宇首次驾驶F1赛车。
2020年，周冠宇又被提拔为雷诺车队测试车手，并代表雷诺车队参加了F1官方组织的虚拟大奖赛，同时在第一场的巴林虚拟大奖赛上获胜。2020年9月，周冠宇在匈牙利亨格罗宁赛道测试了雷诺车队2018年的赛车雷諾R.S.18；2020年10月，周冠宇与奥斯卡·皮亚斯特里和克里斯蒂安·伦加德一同在巴林的萨基尔赛道再次测试了雷諾R.S.18赛车，并与费尔南多·阿隆索一同参加同年年末的阿布扎比年终测试。

### 2021年
2021年，周冠宇继续被更名后的阿尔派车队任命为测试车手，并于2021年7月2日在2021年奥地利大奖赛的第一节自由练习赛上代表阿尔派车队，驾驶费尔南多·阿隆索的赛车进行比赛，为车队收集相关数据和性能测试。这是他首次在一级方程式大奖赛周末驾驶一级方程式赛车，他也是继2013年参加中国大奖赛第一节自由练习赛的马青骅和2014年参加阿布扎比大奖赛第一节自由练习赛的方骏宇之后，又一位在大奖赛周末驾驶一级方程式赛车的中国籍赛车手。费尔南多·阿隆索称赞，“在我看来，他完美的完成了自由练习赛”。
2021年11月16日，阿尔法·罗密欧竞速车队宣布周冠宇將搭檔維爾特利·鮑達斯出戰2022年世界一級方程式錦標賽，周冠宇成為中国第一位一級方程式車手。
在消息官宣后的新闻稿中，周冠宇表示他已经“为一级方程式的巨大挑战做好了充分的准备”，而他参与F1赛事也将是“中国赛车运动史上的一次突破”。两届F1车手世界冠军费尔南多·阿隆索表示，周冠宇加盟阿尔法·罗密欧竞速车队，“有利于F1和中国赛车”。周冠宇未来的队友維爾特利·鮑達斯表示，愿意为周冠宇提供指导，帮助车队带来更多积分和更好的成绩。F1资深评论员劳伦斯·巴雷托认为，法拉利车队不再控制阿尔法·罗密欧车队的第二车手席位，阿尔法·罗密欧车队老板瓦塞尔希望经验车手和新手搭配，在潜在的竞争者中，奥斯卡·皮亚斯特里已经被阿尔派车队作为预备车手，泰奥·普谢尔过于年轻，现任车手安东尼奥·吉奥维纳兹成绩不佳。加之安德雷蒂与阿尔法·罗密欧车队的收购谈判以失败告终，最终车队选择了周冠宇作为2022年正式车手。
2021年12月14日及15日，在阿布扎比大奖赛之后的季末测试上，周冠宇首次代表阿尔法·罗密欧竞速车队完成驾驶及测试工作。周冠宇在首日测试上驾驶阿尔法·罗密欧车队的C41赛车完成119圈的测试里程，最快圈速排名当日所有参加测试车手的第5位；而在第二日测试上他则驾驶使用2022款18寸轮胎的旧款赛车，完成了151圈的测试里程，是除乔治·拉塞尔之外唯一一位参加了全部两日测试的车手。

### 2022年

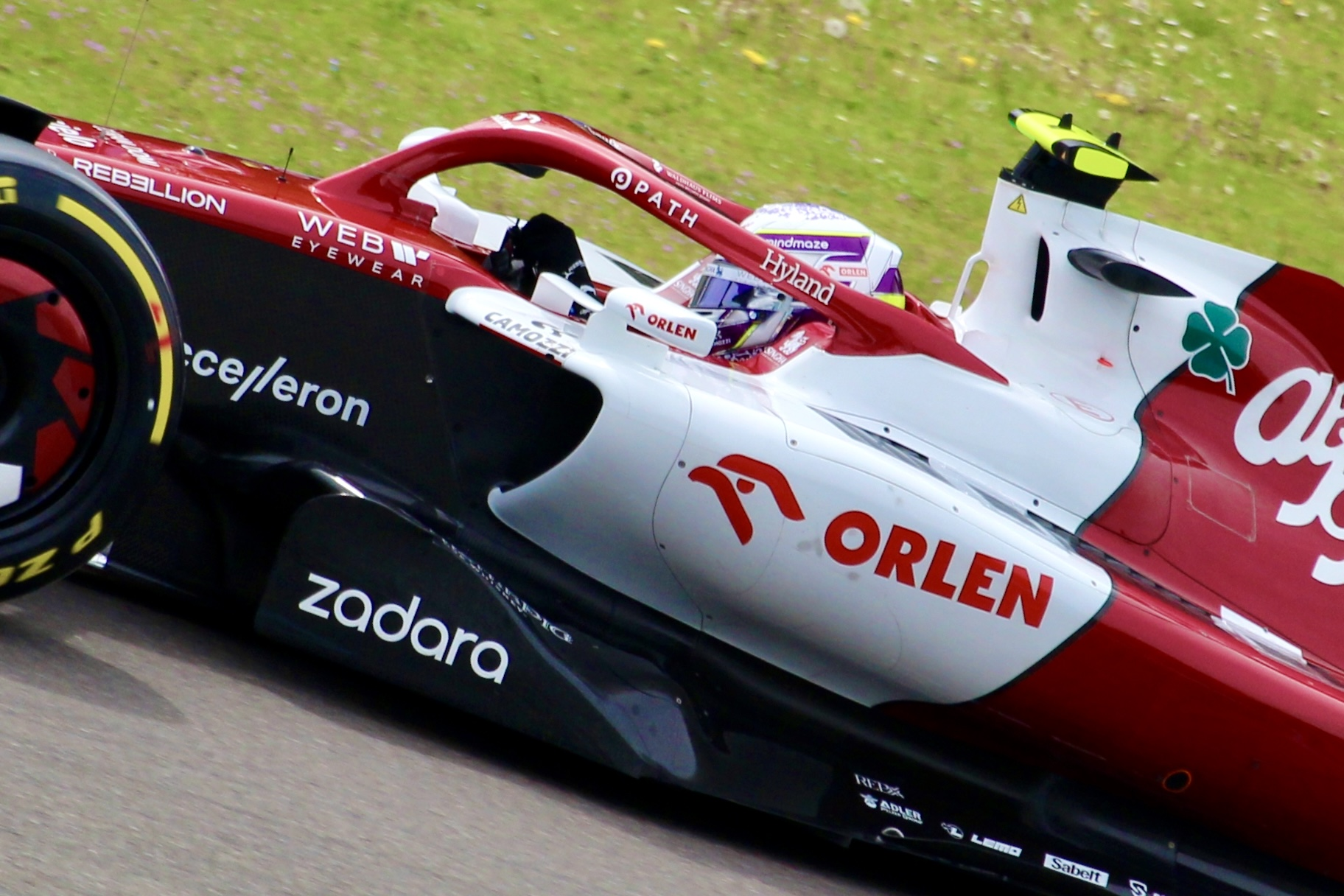
2022年艾米利亚-罗马涅大奖赛上驾驶阿尔法·罗密欧C42赛车的周冠宇

2022年2月24、25日，周冠宇在巴塞罗那第一轮季前测试的第二天和第三天代表阿尔法·罗密欧竞速车队出赛。周冠宇在第二天下午的测试中共完成71圈的测试里程，最快圈速排名全天第10位；而在测试第三天上午，周冠宇完成了41圈测试，最快圈速排名全天第13位，但在上午时段测试结束前的半小时，周冠宇的赛车发生故障，停在10号弯的位置，同时引发了一次红旗。
3月10-12日，第二轮季前测试在巴林国际赛道举行，周冠宇在三天的测试时段均有出场。在测试第一天上午时段他共完成54圈测试里程，最快圈速排名上午时段第7位以及全天第14位；第二天下午时段，他则完成48圈的测试里程，成绩排在当天第15名；第三天上午时段周冠宇则完成了80圈测试，最快圈速排名上午时段第二位，以及全天第11位。
而在第二轮季前测试一周后进行的2022年巴林大奖赛上，周冠宇完成了首次出场，成为第一位在一级方程式排位赛和正赛出赛的中国车手。在周六的排位赛上，他成功晋级第二节排位赛，最终排名第15名；而在周日正赛上，虽然他起步阶段出现失误，一度排名场上最后一位，但他多次完成超车，最终在红牛体系三台赛车退赛并引发安全车后以第10名完赛，取得F1生涯首个积分，成为第一位在F1正赛完赛并取得分数的中国车手。周冠宇也是第66位在F1首秀即取得积分的车手。
在2022年沙特阿拉伯大奖赛上，周冠宇在排位赛再次晋级第二节，并最终排名第13名。由于前面的丹尼尔·里卡多在排位赛中涉嫌阻挡埃斯特班·奥康，被罚退3位发车，周冠宇在正赛中实际以第12位发车。起步阶段，周冠宇向车队报告称再次遭遇上一站遇到的故障，掉到末尾。在第5圈，周冠宇在1号弯于赛道外超越亚历山大·阿尔本，没有按照规则归还位置，被处以5秒罚时，超级驾照扣1分。第17圈，周冠宇利用安全车机会进站接受罚时，但由于车队操作失误，在罚时之前触碰赛车，导致罚时无效，被处以通过维修区的处罚，并在第28圈进入维修区接受处罚，出来后一度掉至末尾，最终排名第11名完赛。
澳大利亚站上，周冠宇连续第三场比赛晋级第二节排位赛，最终取得第14名。正赛中，周冠宇大部分时间均在积分区外徘徊，虽然他在比赛中上演多次超车，甚至在第52圈和第57圈先后超越其儿时偶像费尔南多·阿隆索以及阿斯顿·马丁车队的兰斯·斯托尔之后一度排名场上第11位，并有望取得积分，但由于始终未进站的亚历山大·阿尔本在最后一圈进站后恰好卡在周冠宇身前的第10位，周冠宇最终只以第11位完赛，没能取得积分。
艾米利亚-罗马涅站周五的排位赛中，周冠宇在第一节排位赛排名第4位，再度晋级第二节排位赛，却在第二节排位赛上受到小卡洛斯·塞恩斯撞车的影响，未能进一步提高成绩，最终以第14位作收；而在周六的冲刺赛上，周冠宇与皮埃尔·加斯利发生碰撞后撞墙退赛，但由于车队在比赛结束后两小时继续对他的赛车进行维修，没有按规定围封赛车，最终周冠宇被裁定正赛需在维修区起步。正赛上，从维修区起步的周冠宇做出了几次超越，但最终只取得第15名。两周后的迈阿密站上，周冠宇先是在第一节排位赛后遭遇赛道交通问题，赛季第一次无缘晋级第二节排位赛，又在第二天的正赛上遭遇赛车漏水问题，在第7圈早早退赛。西班牙站上，周冠宇在排位赛取得第15名，却在周日的正赛中遭遇动力单元问题，连续第二站退赛。
摩纳哥站上，周冠宇的排位赛成绩位列最后一位，全赛季第二次无缘晋级第二节排位赛，最终正赛排名第16位；两周后的阿塞拜疆站上，他在排位赛取得第14位，排在队友瓦尔特里·博塔斯之前，这也是他在赛季中首次在排位赛战胜队友。然而，第二天的正赛中，在进入积分区并一度有望取得积分的情况下，他的赛车引擎出现故障，最终被迫退赛，这也是他在赛季中第二次因引擎问题退赛。
加拿大站排位赛中，周冠宇成功闯入第三节排位赛，以第10位发车，这是他在F1生涯中首次闯入第三节排位赛；而在正赛中，他超越了米克·舒马赫、丹尼尔·里卡多和塞巴斯蒂安·维特尔，最终以第9名冲过终点线。后因费尔南多·阿隆索赛后被罚时5秒，周冠宇上升到第8位，这也是迄今为止他在F1生涯取得的最好完赛成绩。
英国站排位赛上，周冠宇在雨战中连续第二站比赛闯入第三节排位赛，最终排名第9，继上站比赛后再次提高了F1生涯最高的起步顺位；然而在正赛中，他在先后卷入两次事故后被乔治·拉塞尔的赛车撞到，而他的赛车在冲出赛道并发生翻转后翻出轮胎墙，并撞击到赛道围栏，该次事故也引发了红旗，导致比赛中止。随后，从赛车中被救出的周冠宇被送往赛道医疗中心接受检查，最终被确认意识清醒且身体并无大碍，随后他也在接受赛会指定医生的检查后，取得了一周后奥地利站的参赛资格。周冠宇表示驾驶位的Halo保护装置救了自己一命。
一周后的奥地利站中，伤愈回归的周冠宇在周五排位赛表现尚未恢復，首节排位赛即被淘汰；周六的冲刺赛上，他的赛车又在暖胎圈即将结束时遭遇发动机故障，一度停在赛道上，从而导致赛会最终让所有赛车多跑一个暖胎圈，以给予赛道工作人员足够时间移走他的赛车。但周冠宇设法重新启动了他的赛车，并在完成了第二个暖胎圈后被赛会要求从维修区发车，最终他在冲刺赛上取得第14名；周日正赛上，从第13位发车的周冠宇以硬胎起步，也一度杀入积分区，但在攻防战中被多次超越，挤出积分区；其后他选择进站换胎，也有望取得积分，却因赛会将原本给予皮埃尔·嘉斯利的5秒罚时错误地通知到阿尔法·罗密欧车队，因此他在进站时错误接受了5秒罚时，出站后他落到队伍后半部分，最终只以第14名完赛。法国站上，他在第一节排位赛只排名第18名，这也是他连续第二场比赛在首节排位赛即被淘汰；而正赛上，由于和米克·舒马赫发生碰撞，他被赛会裁定需对事故负责，并被罚时5秒，而在比赛后半段他的赛车又遭遇动力单元问题，最终退赛。
在夏休前最后一站匈牙利大奖赛前，周冠宇状态有所回恢复，并表示对赛车很有信心。随后再一次闯进第二节排位赛，但遗憾的是错失了晋级的机会，取得第12名。
2022年9月27日，在2022年新加坡大奖赛之前，阿尔法·罗密欧车队宣布周冠宇将继续代表车队征战2023赛季。而在新加坡大奖赛上，周冠宇在发车阶段再次陷入防死火系统介入的局面而跌落名次，在比赛的第6圈因为被威廉姆斯车队的尼古拉斯·拉提菲撞断悬挂而退赛。
在2022年日本大奖赛上，周冠宇在比赛的第二次进站后跑出最快圈，但最后以第16名完赛，未能获得最快圈积分。该最快圈速是他一级方程式职业生涯的首个最快圈。

### 2023年

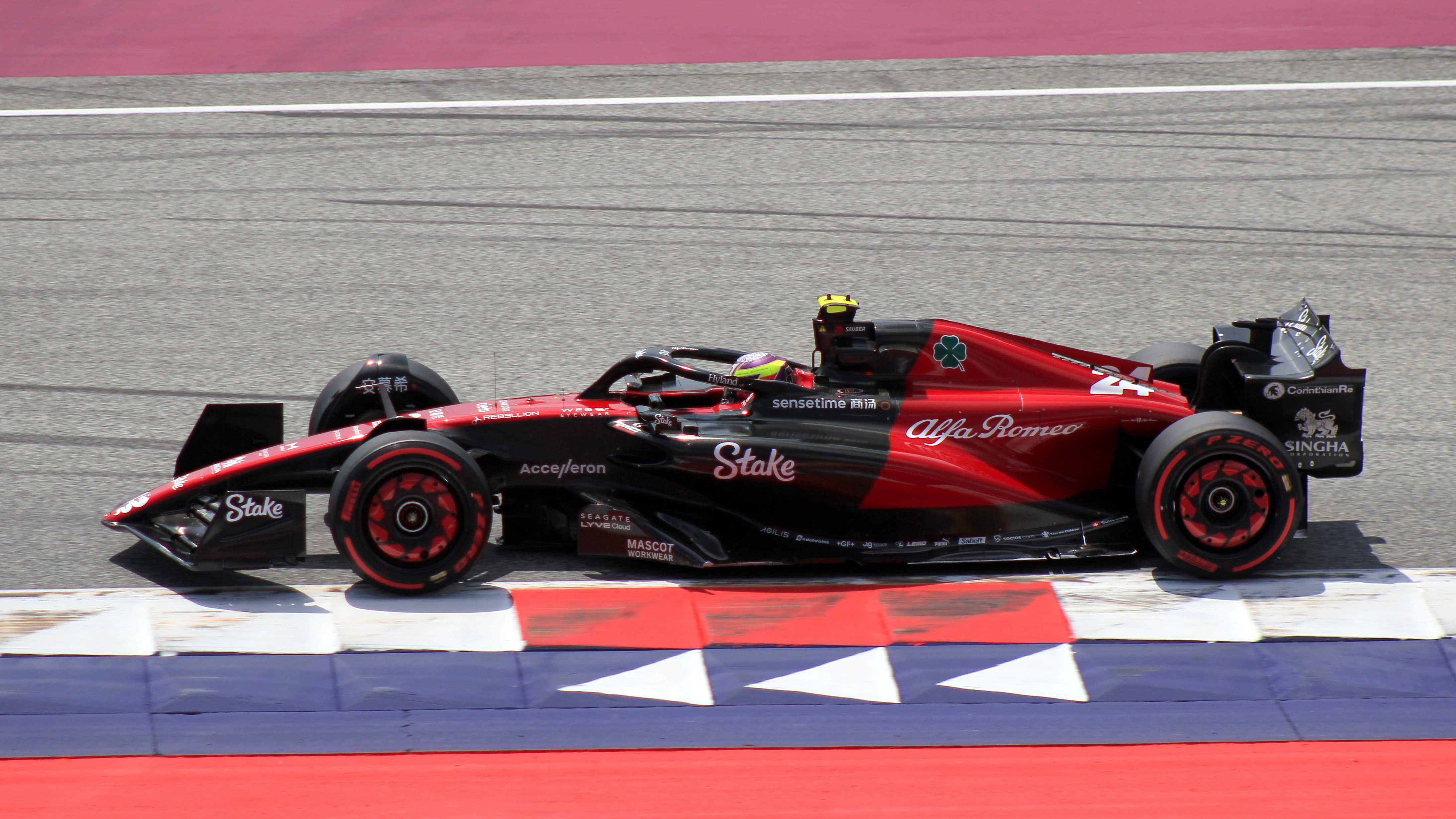
2023年奥地利大奖赛上驾驶阿尔法·罗密欧C43赛车的周冠宇

在揭幕战巴林大奖赛正赛上，周冠宇再次跑出全场最快单圈，但因未能跻身前十名而未能获得这一额外积分。
2023年澳大利亚大奖赛正赛，周冠宇第17位起步。比赛后段，他对前方的凯文·马格努森紧追不舍，后者第55圈失误撞墙，最终导致赛会出示红旗。重新起步后，发生多车碰撞，比赛再次出示红旗，最终由安全车带领仍未退赛的赛车完成最后一圈。未被卷入撞车事故的周冠宇以第9名完赛，获得两个积分。
2023年西班牙大奖赛，周冠宇从第13位起步，以第10名完赛，但原本排名第9的角田裕毅在周冠宇超车时将对方逼出赛道，被罚时5秒，周冠宇最终排名上升一位。在赛事直播中，他被天空体育评论员马丁·布伦德尔使用“Chinaman”（中国佬）称呼。布伦德尔的言论在赛后引发了争议。
2023年匈牙利大奖赛，周冠宇在第一节排位赛中创下最快单圈，并且闯入第三节排位赛，这是他在該年首次闯入第三节排位赛，最终排名第5，再次提高了F1生涯最高的起步顺位。但是在周日正赛中因赛车起步程序故障在发车直道便跌到第16名，并在直道末端追尾丹尼尔·里卡多继而影响到皮埃尔·嘉斯利并引发阿尔品车队双车退赛，之后周冠宇被赛会罚时5秒。最终以第16名完赛。
2023年9月14日，阿尔法·罗密欧F1车队宣布在2024赛季将维持现有的车手阵容，周冠宇和车队续约。
2023年卡塔尔大奖赛，周冠宇在排位赛受到萨金特干扰仅获得最后一名起跑。在冲刺排位赛上，周冠宇进入第二节并获得第15名；在冲刺赛上，他以第14名完赛。在周日正赛上，周冠宇凭借正确的轮胎策略、进站换胎用时以及在赛道上的优秀比赛节奏，让其以第12名过线，并因为前面3名车手均有罚时，最终周冠宇以第9名完赛，获得2个积分。

### 2024年

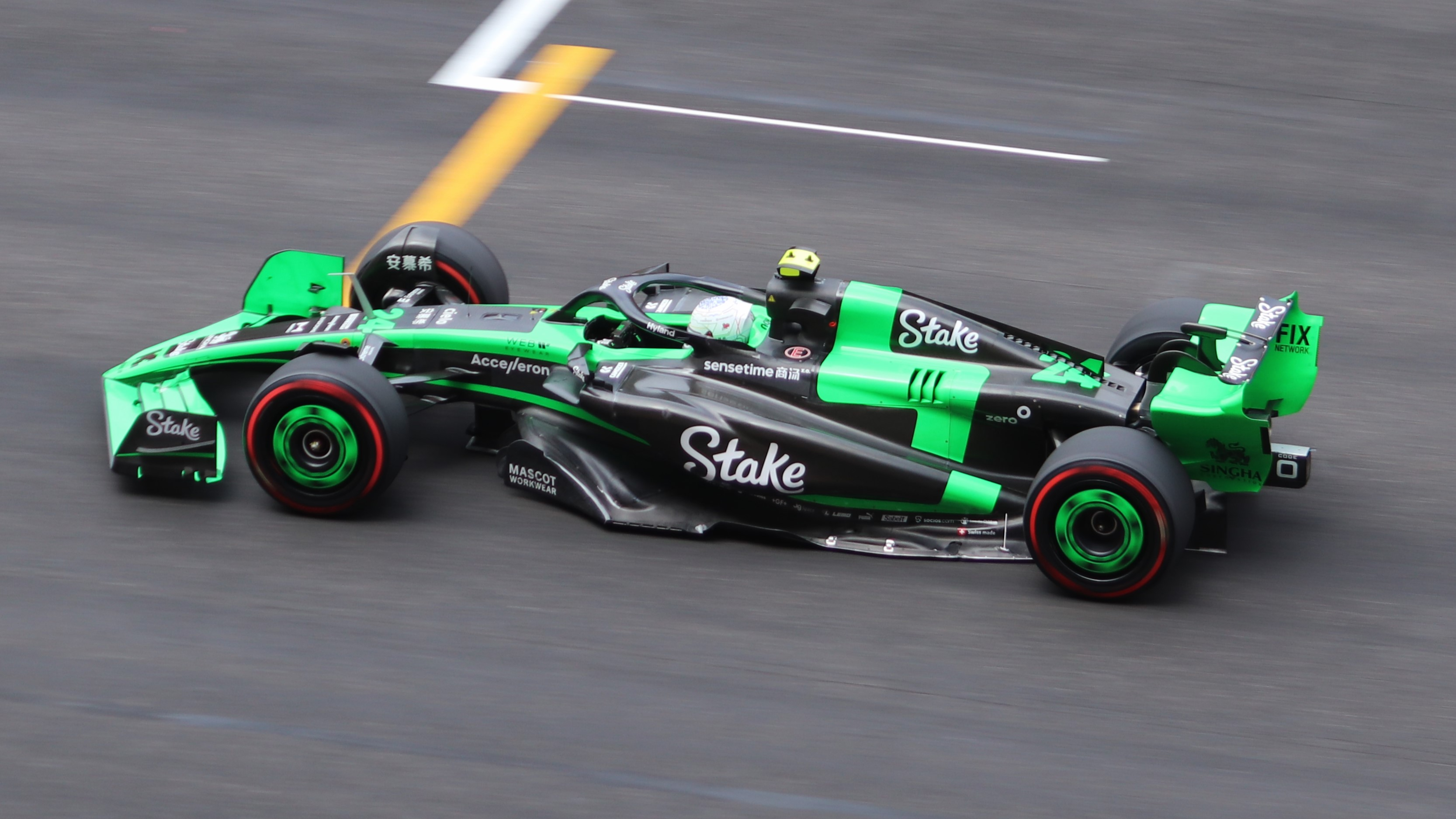
2024年中国大奖赛上驾驶Kick索伯C44赛车的周冠宇

2024年世界一级方程式锦标赛，雖然車隊結束跟最初簽下他的老闆愛快·羅密歐的合作，易名索伯（Kick Sauber），但周冠宇前兩個季度有一定成績，索伯並与博塔斯續約，故兩人今年仍留在车队出賽。随着中国大奖赛重返赛程，周冠宇于当年4月首次在家乡上海参加比赛。只是完成此次具紀念性的比賽後，2024年11月6日，索伯车队宣布賽季結束后將會再度更換老闆，由奧迪入股並冠名Audi車隊，因此周冠宇将和队友瓦尔特利·博塔斯都沒有被續約，明年将離開车队。他在车队的席位将由巴西二级方程式车手加布里埃尔·博托莱托接替。未來他或將簽下F1後備車手，或是參與電動領域的比賽，前途在賽季結束前仍未知。
在2024年巴林大獎賽揭幕战中，周冠宇从排位赛的第17位提升至正赛的第11位。2024年沙特阿拉伯大獎賽期间，周冠宇在参加最后一场练习赛中发生车祸，车队无法及时修复他的赛车以完成排位赛圈速；他在所有参赛车手中以第18名完成比赛。在2024年澳大利亚大奖赛排位赛中，周冠宇的赛车前翼出现损坏。由于安装了不同规格的替换零件，他被迫从维修区开始比赛；而该团队尚未将当前设计的备件带到澳大利亚。最终以第15名完赛。2024年日本大奖赛中，周冠宇参加第一阶段排位赛，排名跌至最后一位。他之后因赛车变速器问题而退赛。
2024年中国大奖赛上，首次主场作战的周冠宇在冲刺排位赛中排名第10，在冲刺赛中取得第9。在排位赛中排名第16位，最终在正赛中以第14名完赛。比赛期间，周冠宇在尝试超越马格努森抽头时前翼受损。而由於上海站疫情期間停賽，国际汽联与F1在2024年中国大奖赛正赛前，專門宣布将给予周冠宇特殊的完赛停车位置，他被允许在完赛后停在发车主直道上，而非维修区车检区域。
2024年卡塔尔大奖赛上，周冠宇从第12名起跑，在两次安全车出动后以第8名完赛，为自己和索伯车队拿下本赛季唯一的积分（4分），并凭借29%的得票率获选本场最佳车手。
2024年阿布扎比大奖赛上，周冠宇在排位赛中止步第一节排位赛，于第17位起跑，最终在正赛中以第13名完赛，结束了自己作为索伯车队车手的最后一场比赛。比赛结束后，周冠宇在赛道上画出“甜甜圈”，纪念自己离开索伯车队。

### 2025年
2025年2月5日，法拉利车队宣布周冠宇和意大利车手安东尼奥·吉奥维纳兹成为该车队储备车手。

## 賽車生涯成績

### 職業生涯摘要
| 賽季   | 賽事                     | 車隊                     | 出賽     | 分站冠軍 | 桿位     | 最快單圈 | 頒獎台   | 積分     | 排名     |
| ------ | ------------------------ | ------------------------ | -------- | -------- | -------- | -------- | -------- | -------- | -------- |
| 2015年 | 義大利四級方程式錦標賽   | 普瑞馬車隊               | 21       | 3        | 2        | 0        | 9        | 223      | 亞軍     |
| 2015年 | 全德汽車俱樂部四級方程式 | 普瑞馬車隊               | 9        | 0        | 0        | 0        | 2        | 45       | 第15     |
| 2016年 | 歐洲三級方程式           | 赛车公园车队             | 30       | 0        | 0        | 0        | 2        | 101      | 第13     |
| 2016年 | 三級方程式大師賽         | 赛车公园车队             | 1        | 0        | 0        | 1        | 0        | N/A      | 第16     |
| 2016年 | 澳門格蘭披治大賽車       | 赛车公园车队             | 1        | 0        | 0        | 0        | 0        | N/A      | 第15     |
| 2016年 | 豐田賽車系列賽           | M2竞赛车队               | 15       | 1        | 0        | 1        | 4        | 685      | 第6      |
| 2017年 | 歐洲三級方程式           | 普瑞馬車隊               | 30       | 0        | 0        | 0        | 5        | 149      | 第8      |
| 2017年 | 澳門格蘭披治大賽車       | 普瑞馬車隊               | 1        | 0        | 0        | 0        | 0        | N/A      | 第8      |
| 2018年 | 歐洲三級方程式           | 普瑞馬德利賽車隊         | 30       | 2        | 3        | 1        | 6        | 203      | 第8      |
| 2018年 | 澳門格蘭披治大賽車       | 普瑞馬SJM德利賽車隊      | 1        | 0        | 0        | 0        | 0        | N/A      | 第11     |
| 2019年 | 二级方程式               | UNI-名家车队             | 22       | 0        | 1        | 2        | 5        | 140      | 第7      |
| 2020年 | 二级方程式               | UNI-名家车队             | 24       | 1        | 2        | 4        | 6        | 151.5    | 第6      |
| 2020年 | 一级方程式               | 雷诺迪拜环球港务F1车队   | 测试车手 | 测试车手 | 测试车手 | 测试车手 | 测试车手 | 测试车手 | 测试车手 |
| 2021年 | 亞洲三級方程式           | 阿布達比普瑞馬車隊       | 15       | 4        | 5        | 5        | 11       | 257      | 冠軍     |
| 2021年 | 二级方程式               | UNI-名家车队             | 22       | 4        | 1        | 1        | 9        | 183      | 季军     |
| 2021年 | 一级方程式               | 阿尔派车队               | 测试车手 | 测试车手 | 测试车手 | 测试车手 | 测试车手 | 测试车手 | 测试车手 |
| 2022年 | 一级方程式               | 奧倫阿尔法·罗密欧F1车队  | 22       | 0        | 0        | 1        | 0        | 6        | 第18     |
| 2023年 | 一级方程式               | Stake阿尔法·羅密歐F1車隊 | 22       | 0        | 0        | 1        | 0        | 6        | 第18     |
| 2024年 | 一级方程式               | Kick索伯StakeF1車隊      | 24       | 0        | 0        | 0        | 0        | 4        | 第20     |
| 2025年 | 一级方程式               | 法拉利车队               | 测试车手 | 测试车手 | 测试车手 | 测试车手 | 测试车手 | 测试车手 | 测试车手 |

### 一級方程式賽車成績
（图例）（粗体为杆位出赛，斜体为最快圈速）
| 賽季   | 車隊                     | 底盤             | 引擎                 | 1       | 2     | 3     | 4       | 5      | 6      | 7       | 8     | 9     | 10     | 11    | 12     | 13     | 14     | 15    | 16    | 17     | 18    | 19    | 20       | 21      | 22    | 23   | 24    | 排名 | 積分 |
| ------ | ------------------------ | ---------------- | -------------------- | ------- | ----- | ----- | ------- | ------ | ------ | ------- | ----- | ----- | ------ | ----- | ------ | ------ | ------ | ----- | ----- | ------ | ----- | ----- | -------- | ------- | ----- | ---- | ----- | ---- | ---- |
| 2022年 | 奧倫阿尔法·罗密欧F1车队  | 阿尔法·罗密欧C42 | 法拉利066/7 1.6 V6t  | 巴林 10 | 沙 11 | 澳 11 | 艾米 15 | 迈 Ret | 西 Ret | 摩 16   | Ret   | 加 8  | 英 Ret | 奥 14 | 法 16† | 匈 13  | 比 14  | 荷 16 | 10    | 新 Ret | 日 16 | 美 12 | 墨 13    | 圣保 12 | 阿 12 |      |       | 第18 | 6    |
| 2023年 | Stake阿尔法·羅密歐F1車隊 | 阿尔法·罗密欧C43 | 法拉利066/10 1.6 V6t | 巴林 16 | 沙 13 | 澳 9  | Ret     | 迈 16  | 摩 13  | 西 9    | 加 16 | 奥 12 | 英 15  | 匈 16 | 比 13  | 荷 Ret | 14     | 新 12 | 日 13 | 卡 9   | 美 13 | 墨 14 | 圣保 Ret | 拉 15   | 阿 17 |      |       | 第18 | 6    |
| 2024年 | Kick索伯StakeF1車隊      | 索伯C44          | 法拉利066/12 1.6 V6t | 巴林 11 | 沙 18 | 澳 15 | 日 Ret  | 中 14  | 迈 14  | 艾米 15 | 摩 16 | 加 15 | 西 13  | 奥 17 | 英 18  | 匈 19  | 比 Ret | 荷 20 | 18    | 14     | 新 15 | 美 19 | 墨 15    | 圣保 15 | 拉 13 | 卡 8 | 阿 13 | 第20 | 4    |

†未完赛，但已完成赛事总里程的90%。

## 軼聞
周冠宇在2021年使用的头盔上印有家乡上海的城市天际线、青花瓷图案、名字和紫金配色，紫金配色是为了纪念他的偶像科比·布莱恩特。同样为了纪念在2020年因意外離世的科比·布莱恩特。周冠宇在2022赛季开始的F1赛事上将会选择使用“24”车号出赛，以向科比·布莱恩特致敬。另外“24”也是周冠宇在2004年观看第一届中国大奖赛时的座位号。2024年中国大奖赛期间，周冠宇的比赛头盔设计融入上海地铁线路图以及多个上海地标元素。

## 外部連結
- 周冠宇 在DriverDB.com上的职业生涯数据（英文）
- 周冠宇的X（前Twitter）
- 周冠宇的新浪微博
- 周冠宇的Instagram帳戶
- 法拉利車隊官方網站上的個人介紹
- 雷诺车队官方網站上的個人介紹（页面存档备份，存于）